# Božněmcová (planetka)
(3628) Božněmcová je planetka nacházející se v hlavním pásu asteroidů. Objevila ji česká astronomka Zdeňka Vávrová 25. listopadu 1979. Byla pojmenována podle české spisovatelky Boženy Němcové. Kolem Slunce oběhne jednou za 4,04 let.

## Božněmcová v kultuře
Planetka se objevila pod označením 3628 Božena Němcová ve 4. dílu seriálu Kosmo.